# 3855 Pasasymphonia
3855 Pasasymphonia (1986 NF1) là một tiểu hành tinh vành đai chính được phát hiện ngày 4 tháng 7 năm 1986 bởi E. F. Helin ở Palomar.